# نوتان بيهل
نوتان بيهل (4 يونيو 1936 - 21 فبراير 1991)، هي ممثلة هندية شهيرة شاركت في أكثر من 70 فلم خلال حياتها تُعتبر من أكثر الممثلات تاثيرا في بوليود كما اختيرت ضمن أكثر الممثلات شعبية في الهند في 2005، ظهرت في أول فلم لها عام 1950 عندما كانت في الرابعة عشر من عمرها. توفيت في 21 من فبراير 1991 عن عمر ناهز 55 عام.

## حياتها المبكرة
ولدت نوتان في عائلة ماراثية كأكبر أربعة أطفال للمخرج الشاعر كومارسين سامارث وزوجته الممثلة شوبهنا. كان لديها شقيقتان: الممثلتان تانوجا وشاتورا وشقيق: جايديب. انفصل والداها قبل ولادة جايديب. كانت نوتان قد تلقت تعليمها في مدرسة سانت جوزيف للدير، بانشغاني قبل أن تتوجه إلى سويسرا لتلقي المزيد من الدراسة في عام 1953. تم إرسالها هناك بناء على طلب والدتها بعد فشل أفلامها في الأداء الجيد. ووصفت سنة واحدة قضتها هناك بأنها «الآسعد في حياتي».

## الحياة الشخصية
في 11 تشرين الأول عام 1959، تزوجت البحرية اللفتنانت كوماندر راجنيش بيهل. ابنهما، مونيش بيهل، الذي ولد في عام 1963، ودخلت في وقت لاحق الأفلام أيضا.
توفي نوتان في فبراير شباط عام 1991، من سرطان الرئة، عن عمر يناهز ال 54.

## الجوائز والترشيحات

### وسام مدني
- بادما شري رابع اعلى وسام في الهند 1974.

### فلم فير
أفضل ممثلة 1956-1959-1963-1967-1978

أفضل ممثلة مساعدة 1985

رشحت أفضل ممثلة 1960-1973

رشحت أفضل ممثلة مساعدة 1973-1973-1978

### جوائز فلم بنغال
- أفضل ممثلة 1963-1973-1974

## روابط خارجية
- نوتان بيهل على موقع IMDb (الإنجليزية)
- نوتان بيهل على موقع ميوزك برينز (الإنجليزية)
- نوتان بيهل على موقع أول موفي (الإنجليزية)
- نوتان بيهل على موقع قاعدة بيانات الفيلم (الإنجليزية)